# 什皮基夫
48°47′24″N 28°34′2″E / 48.79000°N 28.56722°E

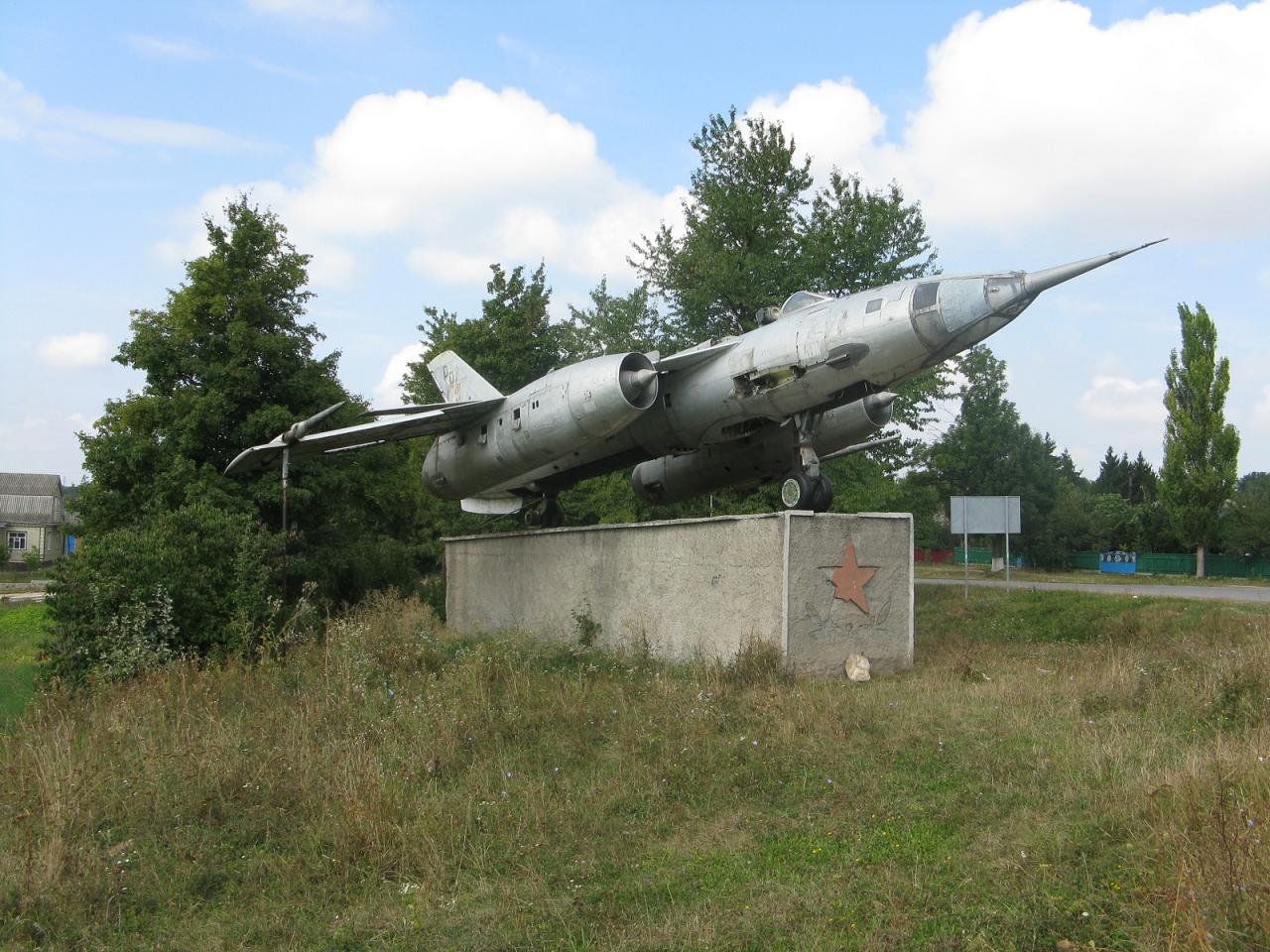
旧战机

什皮基夫（烏克蘭語：Шпиків），又按俄语名译为什皮科夫，是烏克蘭西南部文尼察州圖利欽區什皮基夫市镇内的市級鎮及其行政中心。處於首都基輔西南面372公里，始建於1507年，面積4.5平方公里，海拔高度298米，2011年人口3,363，人口密度每平方公里747.3人。